# Погоня в степу
Художній фільм кіностудії «Казахфільм» 1979 року. По повісті: Сакен Сейфуллін  «Хаміт в погоні за бандитом», видавався в збірнику і під назвою «Хаміт стрічає бандита». Тривалість 1:25.18. Зображені відносини між різними верствами населення Казахстану восени 1920 року. Постановка в жанрі бойовика. Фільм мав по виході велику популярність. Дівчат називали масово іменем головної героїні. Отримав срібну медаль ВДНГ СРСР.

## Сценарій
47.49 Айгірім стріляє

## Ролі
Жолжаксинов Досхан— Хаміт Іскадич (головний герой), червоноармієць
Дусматова Гульнара Абдулаївна — Айгєрім (по титрах, а себе назива Айгірім), дочка Байсііта Мукєєва 42.33
Чокубаєв Ашир — Кудре, вожак банди, працював раніш ловцем тварин (баринтачем) в Акана 20.08
Улдіс Лієлдіджс (в титрах без с після ж)— Крумін, начальник ГубНК 13.57
Омаров Байтен Валіханович — Акан
Єрьомін Володимир Аркадійович — Іван Матвійович
Васильєв Михайло — Парфенович
Бахтигереєв Мухтар — Саттар, служить Радам
Худайбергенов Джамбул — Ахмет, член банди Кудре, вбив тата Айгірім і забрав його годинник
Калимбетов Булат — Алімжан

### Епізоди
Абдукарімова Лола
Абилгазін (в титр. Абу…) Сайдаль
Адильчінов К
Гришко Віталій — Єфим, лежить вбитий Іваном 56.41
Ісмаілов Аубакір
Імашев Ш
Іхтимбаєв Нуржуман Байжуманович
Кабдалієва Римма
Кармисов Камал
Кожабєков Кененбай
Койшієв У
Лушечкіна Любов
Мусін Шахан
Нурбєков А
Тьомкін Лев
Уразбаєв К
Хакімжанов Шаймерден
Жакішев Сапаргалі

## Знімальна група
Степанов Анатолій Якович — сценарій, потім в 1987 році виданий як повість «Дорога через степ», що мало різниться від матеріалу поданого в фільмі, в збірнику з іншими авторами
Карсакбаєв Абдула — режисер-постановник
Андрєєва Г — режисер
Аранишев Михайло — оператор-постановник
Аранишев Федір — оператор-постановник
Левкович А — оператор
асистенти:
режисера
Ібраєв М
Карсакбаєва К
Мусабеков О
оператора
Ісаєв Б
Шайдінов М
Романов Сахі — художник-постановник
Колбасовський Михайло — художник-декоратор
Арискін Володимир Іванович — художник по костюмах
Аранишева Р — художник-гример
Сиротін П — художник-фотограф
Тлєндієв Нургіса — композитор
Симфонічний оркестр театру опери і балету ім. Абая (диригент Тлендієв Н)
Шуршаков Н — звукооператор
Шулятьєва Т — монтаж
Бондаренко О — редактор
Бріцов А — директор

## Відмінності між фільмом і книгами

### Кн. Сейфулліна
Айгірім відсутня. Хаміт б'ється з Кудре, не знаючи хто це.Використання в бою укусів.Хамітове захоплення відомим казахським борцем: Мунайтпасов Хаджимукан.

### Кн. Степанова
Айгірім тут — Хабіба.